# Иван Евстратиев Гешов
Иван Евстратиев Гешов е български политик, водач на Народната партия.
Той е министър-председател на България в 32-рото правителство (1911 – 1913), народен представител в 11 обикновени и в 2 велики народни събрания (III и V) и председател на XI (1901) и XIII (1913) Обикновено народно събрание.
Гешов е председател на Българското книжовно дружество (1898 – 1911), Българската академия на науките (1911 – 1924) и Българския червен кръст (1899 – 1924).

## Биография

### Първи години и престой в Манчестър
Иван Гешов е роден в Пловдив на 20 февруари (8 февруари стар стил) 1849 г. в семейството на Евстрати Иванов Гешов и Харитина Нешева. Баща му е от влиятелния карловски търговски род Гешовци и съдружник в търговската фирма „Братя Гешови“, а майка му – от копривщенската фамилия Чалъкови, първа братовчедка на Георгаки Чалъкоглу.
Първоначално Гешов учи за кратко в гръцко училище при църквата „Свети Димитър“, но скоро е преместен в Централното българско училище „Св. св. Кирил и Методий“, където негови учители са последователно Йоаким Груев, Славиди и Никола Ковачев. В класното училище всички предмети, освен трите чужди езика (гръцки, турски и френски), включително статистика и рисуване, се преподават от Груев. След като през 1864 година сестра му се жени за живелия в Манчестър търговец Михал Милков и е решено Евстрати Гешов да открие клон на „Братя Гешови“ в този град, Иван Гешов започва да посещава и курса по английски език в Американското училище.
През май 1865 г. цялото семейство заминава за Цариград и прекарва лятото в къщата на Гешови на остров Халки, тъй като в града има епидемия от холера. През септември те заминават оттам през Марсилия, Париж и Лондон за Манчестър, където се установяват и прекарват следващите седем години в наета къща в Хайър Браутън в Солфорд.
През първата си година в Англия Иван Гешов учи с частен учител, а през есента на 1866 г. постъпва в „Оуенс Колидж“, по това време изпитен център на Лондонския университет, днес преобразуван в Манчестърски университет. Първоначално се интересува от химия, но решава, че не му се отдава, и се ориентира към обществените и стопански науки. Силно влияние му оказва неговият преподавател по логика и политическа икономия Уилям Стенли Джевънс.
През 1869 г. Иван Гешов завършва висше образование с диплома по финанси и политикономия и през следващите години работи в кантората на баща си. През целия си престой в Манчестър той се стреми да се самообразова, членува в местния „Атенеум“, просветно дружество с голяма библиотека, която редовно посещава. Според по-късните му спомени определяща роля за формирането на политическите му възгледи изиграва либералният философ Джон Стюарт Мил. От престоя в Англия у Гешов остава убеждението за голямата важност на общественото мнение при определянето на политиката на една страна, както и мисълта, че „най-добрата гаранция за доброто управление е един просветен народ“.

### Връщане в Пловдив
През 1872 г. „Братя Гешови“ закриват клона си в Манчестър и през септември семейството на Иван Гешов се завръща в Пловдив. През януари следващата година той е избран в настоятелството на класното училище и става председател на пловдивското читалище, което по това време поддържа три квартални начални училища с над 200 ученици. По модела на подобна организация в Манчестър, Гешов създава клуб за дебати към класното училище, който просъществува няколко месеца.
През 1875 г. Иван Гешов се жени за Мария Пулиева (1854 – 1924), дъщеря на карловския търговец Никола Пулиев и първа братовчедка на букурещкия банкер Евлоги Георгиев. Двамата имат 5 деца: Харитина (1875 – 1946, съпруга на политика и финансист Димитър Яблански), Анна (1877 – 1955, съпруга на офицера Никола Радев), Евстратий (1884 – 1959, финансист), Евлогий (1887 – 1954, дипломат) и Никола (1888 – 1944, търговец).
По време на Априлското въстание Гешов се включва в акциите за набиране на помощи за населението на пострадалите райони и активно участва в инициативите пред Европа за защита на българските интереси. От пловдивските първенци е натоварен да предоставя сведения на дошлите чужди анкетьори във връзка с разгласяване на зверствата след въстанието. Пише доклад за търговията в Южна България, поискан му от американския генерален консул в Цариград Юджийн Скайлър, докладът е изключително добре приет в САЩ. През следващите месеци Гешов продължава да поддържа контакти с американския консул Юджийн Скайлър и през лятото на 1877 г. е назначен за почетен вицеконсул на Съединените щати в Пловдив, но това става малко след ареста му.
На 12 август 1877 г., малко след началото на Руско-турската война, Иван Гешов е арестуван, заедно с братовчед си Иван Стефанов Гешов. По това време властите бесят в Пловдив и околностите му десетки карловци, обвинени за това, че са посрещали влезлите за кратко в града руски войски. Двамата братовчеди са осъдени на смърт от военен съд, като процес не е воден и те така и не разбират обвинението срещу тях, но присъдата им е отменена след намесата на британското и американското посолство. Докато е в затвора пише „Записки на един осъден“.
На 28 октомври двамата Гешови, заедно с родителите и семействата им, както няколкостотин други видни българи от Тракия, са изпратени в Цариград, за да бъдат заточени в Азия. След двуседмичен престой в цариградски затвор и със съдействието на британското и американското посолство на семейството е разрешено да се настани в наета къща до полицейското управление в Кадъкьой, номинално под домашен арест, но на практика свободни да излизат из града. Те остават там до амнистията, предвидена в Санстефанския мирен договор, като са официално освободени в края на март 1878 г. На Връбница, в края на април 1878 година, Иван Гешов се завръща със семейството си в Пловдив. Основава и от 1878 до 1885 г. е главен редактор на вестник „Марица“.
През февруари 1879 г. Иван Гешов е сред представителите на Южна България, изпратени при Учредителното събрание в Търново. След като под руски натиск те не успяват да получат подкрепата на Учредителното събрание за общи действия срещу Берлинския договор, Гешов е изпратен от комитет от южнобългарски първенци с мисия до Великите сили, заедно с Георги Янколов, за да настоява за невъвеждане в Източна Румелия на османски войски. Те пристигат в Париж в началото на април и на 31 март/12 април се срещат неофициално с външния министър Вилиам Анри Вадингтон, както и с влиятелния политик Леон Гамбета. На 6/18 април те пристигат в Лондон, където външният министър Робърт Солзбъри отказва да ги приеме и те се срещат само с представители на опозицията.
На връщане от Лондон прави престой в Букурещ, където се запознава с богатия букурещки търговец и български меценат Евлоги Георгиев, първи братовчед на съпругата му Мария. На 30 юни Иван Гешов пристига в София, където му предлагат поста на министър на просвещението в правителството на Тодор Бурмов, но той отказва, очаквайки то скоро да падне, и заминава за Пловдив, където пристига на 9 юли. След като османското правителство не го одобрява за директор на правосъдието, през октомври той е избран за член на Областното събрание на Източна Румелия и става първият негов председател, а през декември оглавява и Постоянния комитет. Малко след това Петко Каравелов му предлага министерски пост в първото си правителство, но той отказва.
През следващите години Гешов става един от водачите на Народната партия в Източна Румелия. През есента на 1880 година отново е избран за председател на Постоянния комитет, през 1881 г. – за негов член, а през януари 1882 г. го напуска, поемайки поста на директор на финансите в областта, на който остава до следващата година.

### Преместване в София
От 1883 г. живее в София, където става директор на Българската народна банка (1883 – 1886). Неговият подпис е на първата емисия български левове. През 1884 г. става действителен член на Българското книжовно дружество (днес Българска академия на науките). От 1884 година до смъртта си е председател на Българския червен кръст.
На 13 септември 1885 г., непосредствено след Съединението, Иван Гешов и Климент Търновски с пълномощия от Народното събрание и трима източнорумелийски представители са изпратени да търсят подкрепата за Съединението при намиращия се по това време в Копенхаген руски император Александър III. Делегацията е приета от руския външен министър Николай Гирс и от императора, които осъждат Съединението, но ѝ дават уверения, че руското правителство ще работи за неговото запазване под приемлива за Великите сили форма. След това делегацията се връща в България, но Гешов е изпратен в Лондон, където на 4/16 октомври е приет от министър-председателя лорд Солсбъри, среща се също с Уилям Гладстон (тогава лидер на опозицията) и влиятелния държавен секретар (министър) за Индия Рандолф Чърчил. В края на октомври заминава за Париж, където се среща с външния министър Шарл дьо Фрейсине.
Иван Гешов се връща в България на 1/13 ноември, но още преди да пристигне в София избухва Сръбско-българската война. След края на бойните действия му е възложено да води едномесечните преговори в Букурещ със сръбския представител Чедомил Миятович, довели до сключването на 19 февруари 1886 г. на Букурещкия мирен договор.
След Деветоавгустовския преврат от 1886 година участва за кратко в третото правителство на Петко Каравелов и първото правителство на Васил Радославов като министър на финансите. След падането на Стефан Стамболов през 1894 г. се включва във възстановената Народна партия и от 1894 г. е избиран тринадесет пъти за народен представител. Гешов е министър на финансите във второто и третото правителство на Константин Стоилов (1894 – 1897), а след неговата смърт през 1901 г. оглавява партията.
След смъртта на Евлоги Георгиев през 1897 година Иван Гешов се оказва „универсален наследник“ на покойника и изпълнител на завещанието му. След всички постановени в наследството или доброволни дарения в полза на роднини на Георгиев или благотворителни фондове Иван Гешов наследява около една четвърт от ликвидния капитал на благодетеля си, което е достатъчно да го превърне в най-богатия български гражданин. До смъртта си остава главната движеща фигура зад построяването на нова сграда за Софийското висше училище, неговото превръщане в Софийски университет и последвало развитие, независимо че според формулировката в завещанието на Евлоги Георгиев бенефициент е трябвало да бъде по-скоро второ висше училище с политехническа насоченост. Успоредно с това, през 1908 г., Гешов прави лично дарение към Българското книжовно дружество, чийто председател е от 1898 г. до смъртта си.

### Начело на Народната партия
От 1911 до 1913 г. Иван Гешов е начело на коалиционно правителство на Народната и Прогресивнолибералната партия, в което той е и министър на външните работи и изповеданията. По това време е образуван Балканският съюз и е водена Балканската война (1912 – 1913).
През пролетта на 1913 г. склонността на Гешов към компромиси със съюзниците, в частност приемането на външен арбитраж по споровете с Гърция, предизвиква напрежение между него и цар Фердинанд и на 17/30 май, денят на подписването на Лондонския мирен договор, той подава оставка. След неуспешен опит за формиране на широка коалиция, съставянето на нов кабинет е възложено на Стоян Данев, и макар Народната партия да остава в правителството, Гешов преминава на поста председател на Народното събрание.
На 4/17 юни Иван Гешов заминава на лечение първо във Виена, където го заварва началото на Междусъюзническата война, а след това във Виши. В края на юни Стоян Данев му възлага неофициална мисия в Лондон, но смяната на българското правителство и българското военно поражения я правят безсмислена и той заминава за Санкт Петербург, надявайки се да съдейства за българската кауза пред руското правителство. На 20 юли/2 август той се среща с руския външен министър Сергей Сазонов, който го уверява в руска подкрепа за ревизия на подготвяния Букурещки договор, която така и не се реализира.

### Последни години
По време на Първата световна война Народната партия е в опозиция. На 17 юли 1918 г. Гешов заминава за Женева и след престой във Виена пристига там на 1 август, за да организира изпращането чрез Международния червен кръст на финансова помощ от българското правителство за български военнопленници. В Швейцария го заварва и Солунското примирие. През лятото на 1919 г. напуска Берн и на 1 август пристига в Париж, където е включен като съветник в българската делегация за сключването на Ньойския договор. Малко по-късно посещава Лондон, където се среща с британски и американски дипломати.
През 1920 г. Гешов оглавява новосъздадената Обединена народно-прогресивна партия. През август 1922 г. Гешов заминава за Бад Наухайм, а след това за Париж, за да лекува проблемите си със сърцето, и така избягва започналите през септември преследвания срещу опозицията от правителството на Александър Стамболийски. След Деветоюнския преврат се връща в България и се присъединява към Демократическия сговор.
Иван Гешов умира на 11 март 1924 г. в София.

## Политик и икономист
Председател на Областното събрание на Източна Румелия и първи негов председател, оглавява и Постоянния комитет на Източна Румелия (1884 – 1885). Директор на Българска народна банка (1883 – 6), неговият подпис е на първата емисия български левове. Министър на финансите (1886, 1894, 1899). Министър на външните работи (1901, 1911 – 1913). Министър-председател (1911 – 1913).

## Основател на БАН
Той е един от първите дописни членове (днес член-кореспондент), избрани през 1881 г. на Българското книжовно дружество (БКД), редовен член (днес академик) от 1884 г. и негов председател (1898 – 1911). През 1908 г. Гешов прави голямо лично дарение с условието БКД да стане академия и БКД става Българска академия на науките (БАН) през 1911 г. През 1912 г., по време на министър-председателския му мандат, Народното събрание гласува и Закон за Българската академия на науките. Гешов е председател на БАН до смъртта си (1911 – 1924).

## Ордени и награди
- 19 февруари 1886 – орден „Св. Александър“, II степен;[41]
- 14 февруари 1892 – сребърен медал с корона „За заслуга“;[42]
- 1896 – орден „Меджидие“, I степен (Османска империя);[43]
- 11 август 1897 – орден „Свети Станислав“, I степен (Руска империя);[44]
- 1897 – орден „Франц Йосиф“ (Австро-Унгария);[45]
- 1912 – орден „Леополд“ (Австро-Унгария);[46]
- орден „Таковски кръст“, II степен (Кралство Сърбия);[47]
- 19 февруари 1913 – почетен член на Френското археологическо дружество в Париж.[48]

## Памет
На Иван Гешов е наречен булевард „Академик Иван Евстратиев Гешов“ в София (Карта).